# Henri de Régnier
Henri-François-Joseph de Régnier (28 decembrie 1864 – 23 mai 1936) a fost un poet simbolist francez, considerat unul dintre cele mai importanți poeți din Franța de la începutul secolului al XX-lea.

## Viața și opera
S-a născut în Honfleur (Calvados) pe 28 decembrie 1864 și a urmat studii de drept la Paris. În 1885 el a început să contribuie la revistele pariziene, iar versurile sale au fost publicate de majoritatea periodicelor franceze și belgiene ce erau favorabile scriitorilor simboliști. După ce a început ca parnasianist, el a păstrat tradiția clasică, deși a adoptat unele dintre inovațiile lui Jean Moréas și Gustave Kahn. Stilul său vag sugestiv arată influența lui Stéphane Mallarmé, al cărui discipol asiduu a fost.
Primul său volum de poezii, Lendemains, a apărut în 1885, iar printre numeroase sale volume ulterioare s-au numărat Poèmes anciens et romanesques (1890), Les Jeux rustiques et divins (1890), Les Médailles d'argile (1900), La Cité des eaux (1903). El este, de asemenea, autorul unei serii de romane și povești realiste, printre care sunt La Canne de jaspe (ed. a II-a, 1897), La Double maîtresse (ed. a V-a, 1900), Les Vacances d'un jeune homme sage (1903) și Les Amants singuliers (1905). Régnier s-a căsătorit cu Marie de Heredia, fiica poetului José María de Heredia, care era și ea poetă și romancieră sub pseudonimul Gérard d'Houville.
El a colaborat la Le Visage de l'Italie, o carte din 1929 despre Italia prefațată de către Benito Mussolini.
La Canne de jaspe și Histoires Incertaines (1919) au fost traduse în 2012 de către Brian Stableford sub titlul A Surfeit of Mirrors. (ISBN 978-1-61227-076-0)
Henri de Régnier a murit în 1936, la vârsta de 71 de ani, și a fost înmormântat în Cimitirul Père Lachaise din Paris.